# José Damiani
José Damiani (ur. 7 czerwca 1939, Paryż) – francuski brydżysta, World International Master w kategorii Open (WBF), European Master (EBL), President Emeritus EBL, President Emeritus WBF.
José Damiani pełnił wiele funkcji we Francuskiej Federacji Brydża, Europejskiej Lidze Brydżowej i Światowej Federacji Brydża:
- W latach 1978–1983 był Prezydentem Francuskiej Federacji Brydża;
- W latach 1987–1995 był Prezydentem Europejskiej Ligi Brydżowej;
- W latach 1994–2010 był Prezydentem Światowej Federacji Brydża;
- W latach 2005–2013 był Prezydentem Światowego Stowarzyszenia Sportów Umysłowych.

José Damiani otrzymał następujące odznaczenia brydżowe:
- W roku 1986 został osobistością roku IBPA;
- W roku 1988 zostałczłonkiem honorowym WBF;
- W roku 1995 został Emerytowanym Prezydentem (President Emeritus) EBL;
- W roku 1995 otrzymał złoty medal EBL;
- W roku 2010 został Emerytowanym Przewodniczącym (Chairman Emeritus) WBF.

José Damiani 3 razy (w latach 1992, 2010  i 2013) był niegrającym kapitanem drużyn francuskich.
José Damiani w latach 1990–2009 wielokrotnie był członkiem, przewodniczącym lub honorowym przewodniczącym komisji odwoławczych lub komitetów organizacyjnych europejskich i światowych turniejów.

## Pełnione funkcje brydżowe
- 1983–1986 Członek Rady wykonawczej WBF;
- 1987–1991 Pierwszy wicePrezydent Rady wykonawczej WBF;
- 1992–1992 wicePrezydent Rady wykonawczej WBF;
- 1993–1994 Pierwszy wicePrezydent Rady wykonawczej WBF;
- 1994–2010 Prezydent Rady wykonawczej WBF;
- Od 1989 Członek Komitetu Doradczego i Komitetu Honorowego WBF;
- 1987–2010 Członek Komisji Odwoławczej WBF;
- 1994–2010 Członek Komitetu Zawodów i Turniejów WBF;
- 1987–1989 Przewodniczący Komisji Rozwoju Korporacyjnego WBF;
- 1987–1989 Przewodniczący Komisji Rozwoju Korporacyjnego WBF;
- 1988–1992 wicePrzewodniczący Komitetu Poświadczeń WBF;
- 1993–1994 Członek Komitetu Poświadczeń WBF;
- 1995–2010 Przewodniczący Komitetu Poświadczeń WBF;
- Od 2003 Przewodniczący Komitetu Edukacji Szkolnej WBF;
- 1987–2010 Członek Komitetu Finansów WBF;
- 1987–1994 Członek Komitetu Zarządzającego WBF;
- 1995–2010 Przewodniczący Komitetu Zarządzającego WBF;
- 1992-1992 Przewodniczący Komitetu ŁĄcznikowego NEC WBF;
- 1993-1994 Członek Komitetu ŁĄcznikowego NEC WBF;
- 1993-1995 Członek Komitetu Nadzoru Trybunału WBF;
- 1998-2010 Członek Komitetu Promocji i Sponsoringu WBF;
- 1995-1997 Członek Komitetu Member Promocji WBF;
- 1995-1997 Członek Komitetu Promocji i Sponsoringu WBF;
- 1999-1999 Członek Komitetu Restrukturyzacji WBF;
- 2000-2010 Przewodniczący Komitetu Restrukturyzacji WBF;
- 1993-2010 Członek Komitetu Systemów WBF;
- 1988-1994 Przewodniczący Komitetu Ogólnoświatowych Zawodów WBF;
- 2007-2008 Przewodniczący Komitetu Młodzieży WBF.
- 1979-1981 Członek Komitetu Wykonawczego EBL;
- 1981-1983 wicePrezydent Komitetu Wykonawczego EBL;
- 1983-1987 Pierwszy wicePrezydent Komitetu Wykonawczego EBL;
- 1987-1995 Prezydent Komitetu Wykonawczego EBL;
- 1978-1982 Prezydent Komitetu Wykonawczego EBL.

## Wyniki brydżowe

### Olimpiady
Na olimpiadach uzyskał następujące rezultaty:
| Olimpiady brydżowe. Zawody teamów | Olimpiady brydżowe. Zawody teamów | Olimpiady brydżowe. Zawody teamów | Olimpiady brydżowe. Zawody teamów | Olimpiady brydżowe. Zawody teamów | Olimpiady brydżowe. Zawody teamów |
| Rok                               | Miejsce                           | Zawody                            | Kategoria                         | Drużyna                           | Pozycja                           |
| --------------------------------- | --------------------------------- | --------------------------------- | --------------------------------- | --------------------------------- | --------------------------------- |
| 2004                              | Stambuł                           | 12. Olimpiada Teamów              | Seniorzy                          | France                            | 4                                 |

### Zawody światowe
W światowych zawodach zdobył następujące lokaty:
| Mistrzostwa Świata. Konkurencja teamów | Mistrzostwa Świata. Konkurencja teamów | Mistrzostwa Świata. Konkurencja teamów | Mistrzostwa Świata. Konkurencja teamów | Mistrzostwa Świata. Konkurencja teamów | Mistrzostwa Świata. Konkurencja teamów |
| Rok                                    | Miejsce                                | Zawody                                 | Kategoria                              | Drużyna                                | Pozycja                                |
| -------------------------------------- | -------------------------------------- | -------------------------------------- | -------------------------------------- | -------------------------------------- | -------------------------------------- |
| 2006                                   | Werona                                 | 12. Mistrzostwa Świata                 | Seniorzy                               | Romik                                  | 21                                     |
| 2005                                   | Estoril                                | 37. Mistrzostwa Świata Teamów          | Trans                                  | Zia                                    | 21                                     |
| 2002                                   | Montreal                               | 11. Mistrzostwa Świata                 | Seniorzy                               | Romik                                  | 7                                      |
| 2001                                   | Paryż                                  | 35. Mistrzostwa Świata Teamów          | Trans                                  | Rand                                   | 28                                     |
| 2000                                   | Southampton                            | 34. Mistrzostwa Świata Teamów          | Trans                                  | Reiplinger                             | 10                                     |
| 1994                                   | Albuquerque                            | 9. Mistrzostwa Świata                  | Open                                   | Damiani                                | 5                                      |
| 1986                                   | Miami Beach                            | 7. Mistrzostwa Świata                  | Open                                   | Damiani                                | 4                                      |
| 1982                                   | Biarritz                               | 6. Mistrzostwa Świata                  | Open                                   | Damiani                                | 45                                     |

| Mistrzostwa Świata. Konkurencja par | Mistrzostwa Świata. Konkurencja par | Mistrzostwa Świata. Konkurencja par | Mistrzostwa Świata. Konkurencja par | Mistrzostwa Świata. Konkurencja par | Mistrzostwa Świata. Konkurencja par |
| Rok                                 | Miejsce                             | Zawody                              | Kategoria                           | Partner                             | Pozycja                             |
| ----------------------------------- | ----------------------------------- | ----------------------------------- | ----------------------------------- | ----------------------------------- | ----------------------------------- |
| 2006                                | Werona                              | 12. Mistrzostwa Świata              | Open IMP                            | D. G. Simeoni                       | 201                                 |
| 2002                                | Montreal                            | 11. Mistrzostwa Świata              | Seniorzy                            | Henri Szwarc                        | 33                                  |
| 1978                                | Nowy Orlean                         | 5. Mistrzostwa Świata               | Open                                | Gerard Le Royer                     | 23                                  |

### Zawody europejskie
W europejskich zawodach zdobył następujące lokaty:
| Zawody europejskie. Konkurencja teamów | Zawody europejskie. Konkurencja teamów | Zawody europejskie. Konkurencja teamów | Zawody europejskie. Konkurencja teamów | Zawody europejskie. Konkurencja teamów | Zawody europejskie. Konkurencja teamów |
| Rok                                    | Miejsce                                | Zawody                                 | Kategoria                              | Drużyna                                | Pozycja                                |
| -------------------------------------- | -------------------------------------- | -------------------------------------- | -------------------------------------- | -------------------------------------- | -------------------------------------- |
| 2009                                   | San Remo                               | 4. Otwarte Mistrzostwa Europy          | Seniorzy                               | Damiani                                | 13                                     |
| 2004                                   | Malmö                                  | 47. Mistrzostwa Europy Teamów          | Seniorzy                               | France                                 | 3                                      |
| 2002                                   | Ostenda                                | 7. Mistrzostwa Europy Mikstów          | Miksty                                 | Damiani                                | 16                                     |
| 2000                                   | Bellaria                               | 6. Mistrzostwa Europy Mikstów          | Miksty                                 | Lise                                   | 100                                    |
| 1999                                   | Malta                                  | 44. Mistrzostwa Europy Teamów          | Seniorzy                               | France–3                               | 2                                      |
| 1998                                   | Akwizgran                              | 5. Mistrzostwa Europy Mikstów          | Miksty                                 | Lise                                   | 25                                     |

| Zawody europejskie. Konkurencja par | Zawody europejskie. Konkurencja par | Zawody europejskie. Konkurencja par | Zawody europejskie. Konkurencja par | Zawody europejskie. Konkurencja par | Zawody europejskie. Konkurencja par |
| Rok                                 | Miejsce                             | Zawody                              | Kategoria                           | Partner                             | Pozycja                             |
| ----------------------------------- | ----------------------------------- | ----------------------------------- | ----------------------------------- | ----------------------------------- | ----------------------------------- |
| 2005                                | Teneryfa                            | 2. Otwarte Mistrzostwa Europy       | Mikst                               | Colette Lise                        | 191                                 |
| 2003                                | Mentona                             | 1. Otwarte Mistrzostwa Europy       | Seniorzy                            | Albert Faigenbaum                   | 20                                  |
| 2002                                | Ostenda                             | 7. Mistrzostwa Europy Mikstów       | Mikst                               | Colette Lise                        | 395                                 |
| 2001                                | Sorrento                            | 11. Mistrzostwa Europy Par          | Seniorzy                            | Henri Szwarc                        | 20                                  |
| 2000                                | Bellaria                            | 6. Mistrzostwa Europy Mikstów       | Mikst                               | Colette Lise                        | 448                                 |
| 1999                                | Warszawa                            | 10. Mistrzostwa Europy Par          | Seniorzy                            | Henri Szwarc                        | 27                                  |
| 1998                                | Akwizgran                           | 5. Mistrzostwa Europy Mikstów       | Mikst                               | Colette Lise                        | 3                                   |
| 1994                                | Barcelona                           | 3. Mistrzostwa Europy Mikstów       | Miksty                              | Colette Lise                        | 357                                 |

## Klasyfikacja
- José Damiani – klasyfikacja WBF (ang.)
- José Damiani – klasyfikacja EBL (ang.)